# Ta-Ta S. A.
Ta-Ta S.A. es una empresa uruguaya de comercios que opera principalmente en el rubro distribución y en al venta al detalle. Cuenta con operaciones en más de 200 puntos de venta entre los que se encuentran hipermercados, supermercados, tiendas de descuento, tiendas especializadas, almacenes en línea y una plataforma de e-commerce. Su sede administrativa se encuentra en la ciudad de Montevideo aunque opera en los diecinueve departamentos del país. Su propietario principal es el empresario argentino Francisco de Narváez Steuer

## Historia de la compañía
En 1958 Tiendas Industriales Asociadas llegó a Uruguay  con la idea de abrir una nueva sucursal en dicho país en pos de expandir la cadena de supermercados Tía. 
El 13 de junio de 1956 en la esquina de la avenida 18 de Julio y Carlos Roxlo es inaugurada la tienda por departamentos Ta-Ta instaurando un  modelo de negocio desconocido para la época que iría modificando para siempre el esquema de comercialización de productos masivos en Uruguay.
A fines de los años noventa, la empresa decidió incursionar en el supermercadismo, convirtiendo a las históricas tiendas por departamento en una red de supermercados Ta-Ta, que mediante un plan de expansión se extendería hacia el interior. En el año 2011 Ta-Ta llegó al departamento número 19.
A principios de 2013, Ta-Ta S.A. compró la cadena de supermercados Multi Ahorro convirtiéndose en la cadena de supermercados más importante del Uruguay con más del 30% del mercado.
En 2013, Ta-Ta poseía un total 35.000 metros cuadrados de ventas y el 80% de su facturación se realizaba en el interior del país. La adquisición de Multi Ahorro sumó a la compañía 30 mil metros cuadrados más, con una distribución de venta inversa: 80% en Montevideo y el 20% restante en el interior.
A finales del 2018, el Grupo Ta-Ta adquirió la plataforma de e-commerce woOw, en una operación con la que apuntan a "revolucionar el omni-commerce en Uruguay", según indicaron ambas empresas. Con foco en comercio electrónico, woOw se dedica a la venta de viajes, productos y experiencias. La empresa fue fundada en 2010, en 2018 contó con un total de 280.000 clientes, más de US$ 24 millones de ventas brutas y 400.000 transacciones anuales, y registrando hasta la actualidad un crecimiento significante.

## Formatos
El Grupo Ta-Ta se divide en las siguientes marcas y formatos, entre supermercados, tiendas especializadas y en línea:
- Supermercados Ta-Ta -  Cadena de hipermercados y supermercados de gran superficie.
- Multi Ahorro Hogar -  Cadena de tiendas dedicadas a la venta de electrodomésticos y artículos del hogar.
- BAS -  Tienta de ropa de marca propia.

### Almacenes en línea y plataforma e-commerce
- Tata.com.uy - es un supermercado en línea, con un servicio de entrega a domicilio.
- Multiahorro.com.uy -  Tienda en línea de MultiAhorro Hogar.
- Bas.com.uy - Tienda en línea de la marca BAS.
- Woow.com.uy - es una plataforma de e-commerce, incluido con un servicio de entrega a domicilio.

## Infraestructura
El Grupo Ta-Ta cuenta con una gran capacidad logística como de infraestructura. En la localidad de Barros Blancos, cercano al límite con Montevideo se encuentra el Centro Nacional de Operaciones de Ta-Ta un predio de un total de 30 mil metros cuadrados para las operaciones de las marcas y empresas que integran el grupo.
Además en Montevideo, en el barrio flor de Maroñas ubicado en la antigua fábrica de la Industria Lanera del Uruguay, se encuentra el Centro Nacional de Distribución. 